# Stylinodon mirus
Stylinodon mirus és una espècie extinta de mamífer teniodont de la família dels estilinodòntids. És l'últim i més conegut gènere dels teniodonts, que va viure aproximadament fa 45 milions d'anys, durant l'Eocè, a Nord-amèrica. Es tracta de l'única espècie reconeguda actualment del gènere Stylinodon. El crani suggereix que tenia la cara aplatada i el musell molt curt. La grandària era molt variable, des de la grandària d'un porc al d'un lleopard, i arribava a pesar 80 kg. Les seves dents canines estaven ben desenvolupades i les molars estaven cobertes d'esmalt i creixien tota la vida. El més probable és que s'alimentés d'arrels i tubercles.